# Amos Manor
Amos Manor (în ebraică:עמוס מנור, la naștere Artur Mendelowitz,
n. 8 octombrie 1918, Sighetu Marmației, comitatul Maramureș, Austro-Ungaria – d. 5 august 2007, Israel) a fost un ofițer de informații israelian originar din Transilvania. A îndeplinit funcția de comandant al Shin Bet sau Shabak - Serviciul israelian de informații interne și securitate între anii 1953-1963.

## Anii tinereții. Supraviețuitor al Holocaustului
Amos Manor s-a născut în 1918 în familia evreiască înstărită Mendelowitz din Sighetu Marmației în Maramureș, în ultimele luni ale administrației austro-ungare în regiune. În copilărie a beneficiat de o educație de bună calitate, de tânar a fost sportiv - a practicat tenisul, scrima, înotul, patinajul, a jucat fotbal și volei. La 16 ani fost unul din fruntașii mișcării sioniste de tineret Habonim.  A studiat ingineria la Universitatea din Mulhouse în Franța până în anul 1940. După intrarea Ungariei în Al doilea război mondial, a fost încorporat în detașamente anexate armatei ungare. În mai 1944 s-a aflat în primul transport de evrei deportați în Lagărul de exterminare Auschwitz. Părinții săi, precum și doi frați și o soră, au fost omorâți la Auschwitz. Ulterior a fost transferat în lagărul Mauthausen.

## Organizator al emigrării clandestine a evreilor spre Palestina
Supraviețuind, la întoarcerea în România, a activat vreme de trei ani la București, sub numele Amos, ca secretar al secției române a organizației de emigrare evreiască clandestină pe calea mării spre Palestina - Mossad Le' aliya Bet. (În acei ani, Marea Britanie, care era puterea mandatară în Palestina, împiedica imigrația evreilor în virtutea așa numitei Cărți Albe MacDonald, adoptate sub presiunea naționaliștilor arabi). 
În anul 1949 autoritățile comuniste române au închis biroul organizației sioniste de emigrare iar Artur Mendelowitz și soția sa, aflați în pericol, au fost nevoiți să părăsească în pripă România cu pașapoarte false.

## Cariera în serviciul de informații și securitate al Israelului
La o lună după ce a emigrat în Statul Israel, care se întemeiase nu de mult în Palestina după încetarea regimului mandatar englez, tânărul de 31 ani s-a înrolat în Serviciul de securitate sub numele de camuflaj Valter Rappaport, pentru a nu periclita rudele rămase în România sub regimul de teroare stalinistă. La 2 ianuarie 1950 el a adoptat numele ebraic Amos Manor.
În cadrul seviciului Shabak, condus în acea perioadă de Isser Harel, Manor a fost mai întâi șef de departament în secția pentru probleme ne-arabe și a fost primul director de departament însărcinat cu probleme legate de Europa de est. În anul 1950 a fost avansat la postul de șef de unitate în cadrul secției "ne-arabe", de contra- informații, iar în anul 1952 a devenit comandant adjunct al Shin Bet. În octombrie 1953 a devenit comandant al serviciului și a îndeplinit această funcție până în 1963.
Manor a avut merite însemnate în consolidarea serviciului Shin Bet ca instituție natională capabilă de a se măsura cu numeroasele surse de pericol la adresa securității interne ale Israelului în acea perioadă.
În anul 1956, în cadrul operației „Balsam” din anii 1950, de cooperare secretă cu CIA în transmiterea către americani a unor informații parvenite de dincolo de Cortina de fier în Israel, Shabakul a trimis în SUA primul exemplar cunoscut în Occident al
cuvântării secrete rostite de Nikita Hrușciov la Congresul al XX-lea al PCUS.
Textul documentului fusese furnizat Israelului de ziaristul Viktor Grajewski din Varșovia, care îl obținuse de la o secretară a liderului polonez Edward Ochab, Lucia Baranowski. 
După cum a relatat ziaristul israelian Eitan Haber, în anii 1960 Amos Manor a optat pentru încetarea spionajului politic în rândul partidelor si mișcărilor politice din Israel și a reușit să-l convingă pe primul ministru David Ben Gurion. „Statul major” nr.1 (Mate 1) al Shabak care avea această misiune a fost desființat și arhivele documentare aflate în sarcina acestei unități au fost arse.

## Cariera după pensionare
După ieșirea la pensie la vârsta la 55 ani, între anii 1964-1975, Manor a fost reprezentantul în Israel (Banca Britania-Israel) al companiei de investiții a bancherului elvețian de origine ungaro-israeliană Pinhas Tibor Rosenbaum - Banque du Crédit International,inclusiv după falimentul acesteia, timp de doi ani, administratorul bunurilor lui Rosenbaum în Israel din partea judecătorului sindic elvețian. De asemenea a fost membru în comitetele de administrație ale mai multor companii si al bursei. 
În anul 1969 Manor a fost numit de ministrul industriei și comerțului președinte al comitetului de administrație a companiei pentru finanțarea întreprinderilor industriale. Apoi a reprezentat vreme de 8 ani în Israel Banca First Pensylvania care era principala deținătoare de acțiuni a băncii israeliene Beinleumi. În anul 1981 a fost numit președintele consiliului administrativ  al băncii și al companiei-mamă FIBI-Ahzakot. Vreme de 5 ani a condus concernul Hahevra Le'Israel. De asemenea a lucrat în funcția de consilier de afaceri la mai multe firme din domeniul textilelor și a fost asociat la compania hotelieră Atlas.
Amos Manor vorbea fluent ebraica, idiș, maghiara, româna, franceza și germana.
Amos Manor a decedat în august 2007, lăsând în urma sa soția și un fiu.

## Premii și distincții
- Premiul Herzl pentru pe anul 1982 pentru contribuția la apărarea statului
- Cetățean de onoare al orașului Tel Aviv

## Legături externe
- reportaj de Yossi Melman în ziarul israelian Haaretz din 8 martie 2006 Este aici un nu știu ce discurs al lui Hrușciov de la congres
- articol la moartea lui Amos Manor pe situl israelian Ynet